# Mara Jovanovits
Mara Jovanovits (geboren am 20. Juni 1906 in St. Gallen; gestorben am 5. September 1993 in Birsfelden) war eine Schweizer Tänzerin und Ballettmeisterin.

## Leben und Werk
Mara Jovanovits’ Mutter Maria, geborene Erhard (1878–1960), war bulgarischer Herkunft, ihr Vater Johann Anastas (1878–1943) kam aus St. Gallen.
Janovits wuchs in St. Gallen auf, wo sie eine Ausbildung zur Tänzerin bei Margrit Forrer-Birbaum machte; sie bildete sich ausserdem an der Palucca-Schule in Dresden und an der Jooss-Leeder-Schule in Dartington Hall (Grossbritannien) aus. Zudem nahm sie Unterricht bei Ballettpädagogen in Belgrad, Paris und London.
Als Tänzerin wirkte sie ab 1934 am St. Galler Stadttheater. 1938 wurde sie zur Ballettmeisterin berufen, und zwischen 1939 und 1957 war sie Ballettleiterin. Sie baute eine moderne, professionelle Balletttruppe auf, die über St. Gallen hinaus Bekanntheit erlangte, erarbeitete Kammertanzprogramme und Orchesterballettabende. Ihre Inszenierungen wurden als Synthese von Ausdruckstanz und Ballett charakterisiert. Sie brachte Uraufführungen zu Auftragskompositionen auf die Bühne. Gastspiele führten sie nach Basel, Baden, Winterthur und Zürich.
Gemeinsam mit Karl Gotthilf Kachler, Theaterregisseur und Direktor des Stadttheaters St. Gallen bis 1956, mit dem sie seit 1947 verheiratet war, erarbeitete sie Choreographien für Festspiele und Freilichtaufführungen.